# Lista za Rijeku
Lista za Rijeku (RI), regionalna je stranka lokalpatriotskog, autonomističkog i progresivističko-liberalnog predznaka, sa sjedištem u Rijeci. Osnovana je 2006. godine, a djeluje prvenstveno na području grada Rijeke i općina riječkog prstena. Stranka se zalaže za regionalizaciju i decentralizaciju državne vlasti te za ekonomsku, urbanu, adimistrativnu i ekološku modernizaciju i razvoj grada i cijele regije. To uključuje razvoj ekološki održive industrije, privlačenje stranih investicija, revitalizaciju i modernizaciju riječke luke, nužnu modernizaciju i racionalizaciju gradske administracije i rješavanje prometnih problema.

## Ciljevi
Glavni cilj stranke je postići veći razvoj regionalne/lokalne samouprave, a što bi se postiglo zadržavanjem 70% financijskih sredstava prikupljenih u obliku poreza na lokalnom području. Stranka se zalaže za donošenje Zakona o Gradu Rijeci kojom bi Rijeka dobila status autonomnog grada regije uz zajedničko upravljačko tijelo s ostatkom Kvarnera i Gorskog kotara.  Glavni dugoročni cilj stranke je postizanje visokog stupnja fiskalne i samoupravne autonomije za grad Rijeku koji je stoljećima uživao poseban status kao Corpus Separatum. Lista za Rijeku se zalaže za regionalizaciju Hrvatske kroz stvaranje 4-5 prirodnih povijesnih regija i 4 grada s regionalnim statusom (Rijeka, Zagreb, Osijek i Split).

## Struktura
Predsjednik stranke je Danko Švorinić, a glavno upravno tijelo deveteročlano predsjedništvo. Također postoji i Savjet stranke koji ima ulogu raspravljanja, predlaganja i savjetovanja u brojnim pitanjima prošlog, sadašnjeg ili budućeg karaktera. 

## Rezultati
Stranka je prvi puta na izborima nastupila na djelomičnim izborima za dva riječka mjesna odbora, na kojima je stranački kandidat Predrag Blečić izabran u vijeće mjesnog odbora Srdoči. Na nacionalnim izborima 2007. godine stranka je imala kandidata za zastupnika talijanske nacionalne manjine - Lucia Slamu koji je dobio nešto više od 5% glasova.
Na lokalnim izborima 2009. stranka je u koaliciji s Akcijom mladih ostvarila zapažen rezultat (s obzirom na malu količinu financijskih sredstava na raspolaganju) i dobila dva vijećnika u Gradskom vijeću Grada Rijeke (Denis Pešut i Danko Švorinić) te jednog u skupštini Primorsko-goranske županije (Zlatko Moranjak). Na lokalnim izborima 2013. godine stranka je nastupila samostalno i ponovila koalicijski rezultat s prošlih izbora dobivši dva vijećnika u Gradskom vijeću Grada Rijeke (Danko Švorinić i Livio Defranza)
Na izborima za Vijeća mjesnih odbora Grada Rijeke 2010. godine zajedničke liste Liste za Rijeku i Akcije mladih osvojile su desetak posto glasova i ukupno izabranih 11 vijećnika. Stranka ima jednog vijećnika (predsjednika VMO) i u mjesnom odboru Omišalj.
Na izborima 2017. godine stranka u Rijeci izlazi sa strankom Pametno i zadržala 2 vijećnika u Gradskom vijeću (Danko Švorinić, Predrag Miletić). Tijekom 2018. godine formira Klub Liste za Rijeku kojim predsjeda Zvonimir Peranić (nestranački član Savjeta stranke).[nedostaje izvor]
Na mjesnim izborima krajem 2018. godine stranka postiže najbolji rezultat do sad s prosječnim rezultatom od 12 posto i 10 izabranih vijećnika u mjesnim odborima.[nedostaje izvor]

## Međunarodna suradnja
Lista za Rijeku je od 2010. godine punopravna članica European Free Alliancea.

## Politički podmladak Liste za Rijeku
"Mladi autonomisti" ili skraćeno MA su podmladak stranke Lista za Rijeku.
Ime "Mladi Autonomisti" nastaje od disidentske studentske grupe koja je djelovala na području Rijeke nakon Drugog svjetskog rata.
U to su vrijeme Mladi Autonomisti dijelili letke širom riječkom pučanstvu pozivajući narod na pozitivno iskustvo autonomne Rijeke, Slobodne Države Rijeke te na autonomistički identitet grada. Danas "Mladi Autonomisti" djeluju aktivistički organizirajući sastanke i razgovarajući s građanima, djeleći letke, upoznavanjem i informiranjem ljudi o radu Liste za Rijeku i potrebama grada, regije i države, te općenito zadovoljavanjem određenih potreba grada na taj način doprinoseći njegovom razvoju.  